# Lomagne

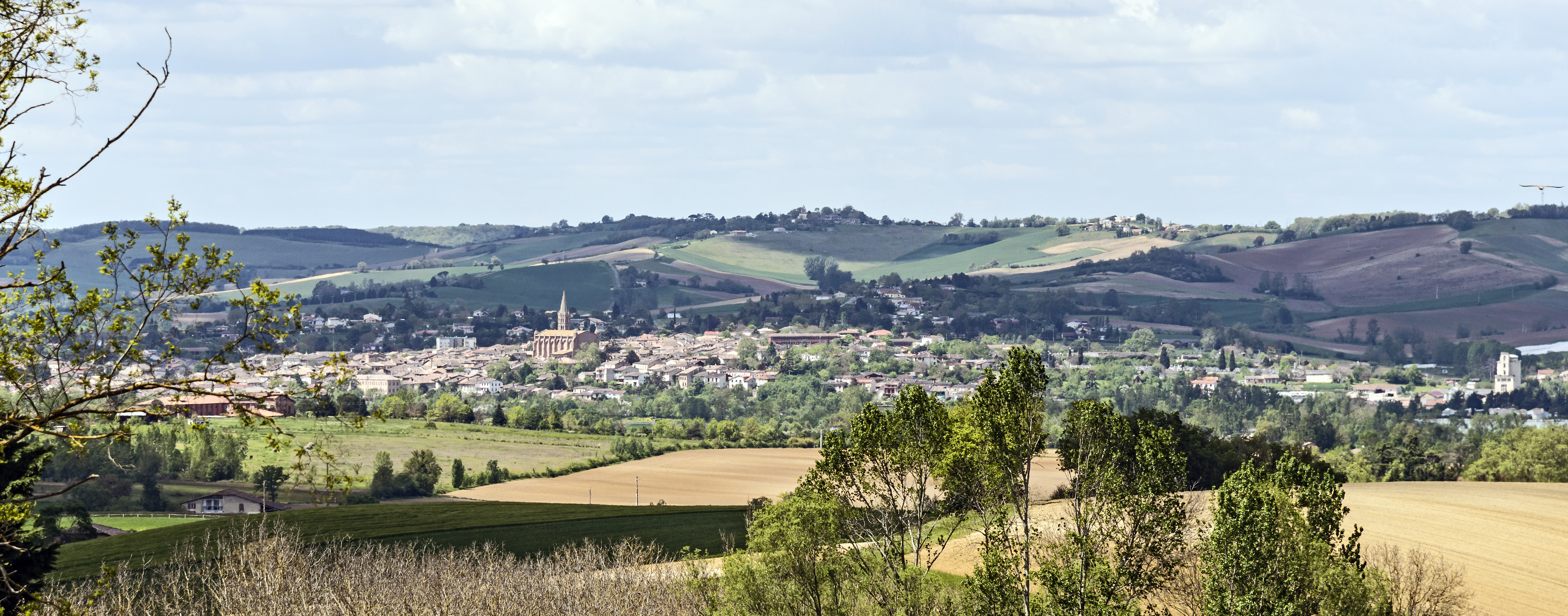
Lomagne bei Beaumont-de-Lomagne

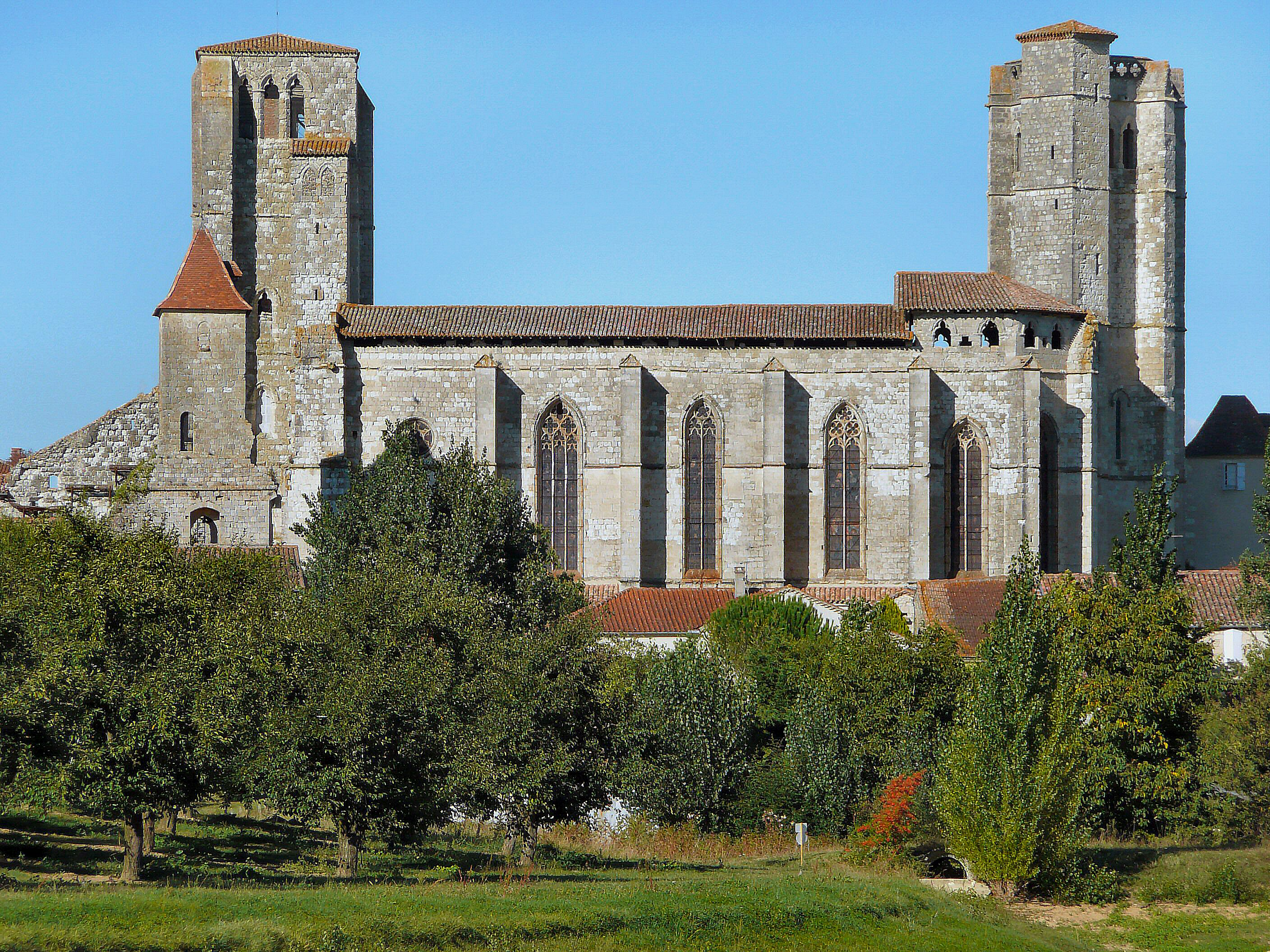
Kollegiatkirche St-Pierre in La Romieu

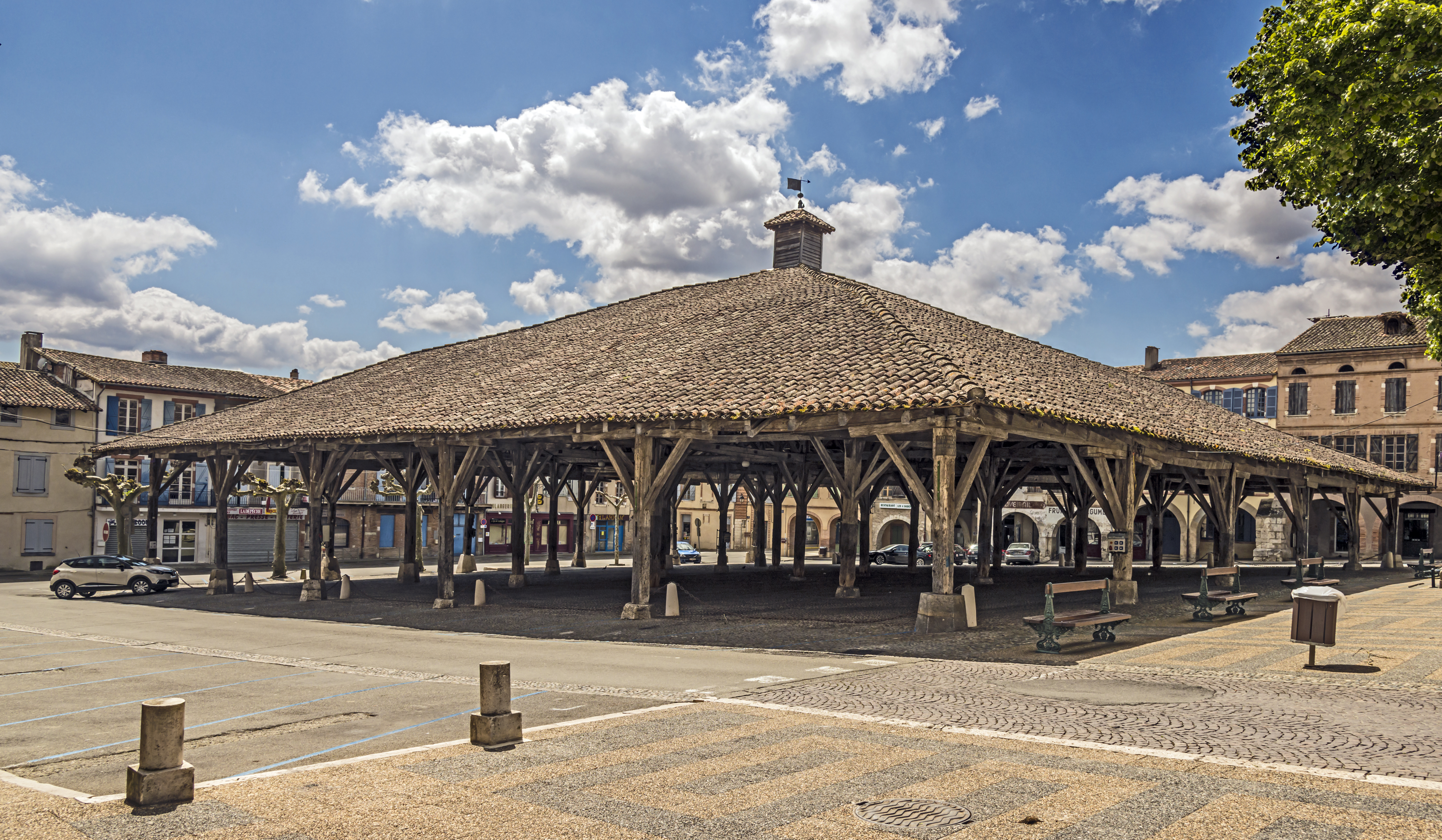
Beaumont-de-Lomagne – Markthalle

Die Lomagne (gaskognisch Lomanha (klassisch) oder Loumagne (nach Mistral)) ist eine Landschaft und ehemalige Vizegrafschaft (vicomté) im Nordosten der Gascogne im Grenzgebiet der Départements Gers und Tarn-et-Garonne. 

## Lage
Die Lomagne liegt ca. 80 bis 120 km nordwestlich von Toulouse; sie besteht geografisch aus dem Unterlauf des Gers und Gebieten weiter östlich, die durch die Garonne begrenzt werden.

## Geschichte
Im Mittelalter gehörte die Lomagne den Vizegrafen (vicomtes) der Lomagne. Ab dem Jahr 1325 war sie Teil der Grafschaft Armagnac und fiel im Jahr 1491 an die französische Krone. Historische Hauptstadt der Lomagne ist Lectoure, wenngleich Fleurance in den letzten 200 Jahren deutlich an Einwohnern zugelegt hat.

## Pilgerweg(Via Podiensis)
Zwei Orte in der Lomagne waren wichtige Stationen auf dem Pilgerweg (Via Podiensis) nach Santiago de Compostela: Lectoure und La Romieu.

## Städte
Es gibt keine größere Stadt in der Lomagne – die bedeutendsten Orte sind:
- Lectoure (ca. 3700 Einwohner)
- Beaumont-de-Lomagne (ca. 3800 Einwohner)
- Fleurance (ca. 6500 Einwohner)

## Wirtschaft
Vor allem in der frühen Neuzeit war die Lomagne ein Zentrum des Anbaus von Färberwaid (pastel). Bis auf den heutigen Tag ist die Lomagne eine Agrarlandschaft geblieben. Neben Weizen und Mais wird vor allem Knoblauch (Ail blanc de Lomagne) angebaut. In der näheren Umgebung von Lectoure werden seit den 1950er Jahren Zuckermelonen (cucumis melo) für den französischen Markt produziert. 